# قرار مجلس الأمن التابع للأمم المتحدة رقم 408
قرار مجلس الأمن التابع الأمم المتحدة رقم 408، الذي اعتمد في 26 مايو 1977، نظر المجلس في التقرير الذي أعده الأمين العام بشأن قوة الأمم المتحدة لمراقبة فض الاشتباك. وأشار المجلس إلى الجهود التي يبذلها لإحلال سلام دائم وعادل في الشرق الأوسط، ولكنه أعرب أيضا عن قلقه إزاء حالة التوتر السائدة في المنطقة.
وقرر دعوة الأطراف المعنية إلى التنفيذ الفوري للقرار 338 (1973)، وجدد ولاية قوة المراقبة لمدة 6 أشهر أخرى حتى 30 نوفمبر 1977، وطلب من الأمين العام تقديم تقرير عن الوضع في نهاية تلك الفترة.
وقد اتخذ القرار بأغلبية 12 صوتاً. لم تشارك بنين والصين وليبيا في التصويت.